# Niederländisches Institut für Militärgeschichte

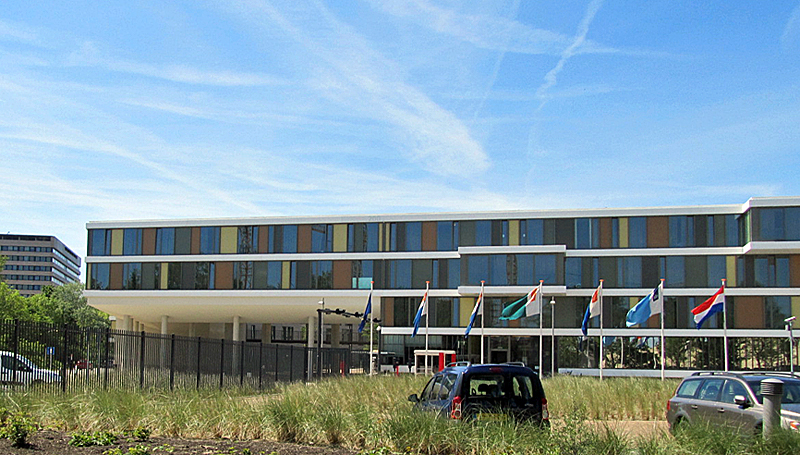
Eingangsgebäude der Frederikskaserne in Den Haag

Das Niederländische Institut für Militärgeschichte (Nederlands Instituut voor Militaire Historie, abgekürzt NIMH) ist ein Institut des niederländischen Verteidigungsministeriums, das sich mit Militärgeschichte befasst. 
Aufgabe des NIMH ist die Erforschung und Vermittlung der niederländischen Militärgeschichte, dies geschieht unter anderem an der Koninklijke Militaire Academie (königliche Militärakademie). Außerdem berät das NIMH die Verteidigungsorganisation militärhistorisch und gibt Publikationen zur Militärgeschichte heraus. Das NIMH hat auch die Aufgabe, laufende Operationen der niederländischen Streitkräfte zu dokumentieren. Das NIMH verwaltet eine bedeutende militärhistorische Sammlung und macht sie einer breiten Öffentlichkeit zugänglich.
Das NIMH entstand am 1. Juli 2005 durch den Zusammenschluss der militärhistorischen Dienste der drei Teilstreitkräfte. Es hat seinen Hauptsitz in der Frederikkazerne in Den Haag. 